# Thomas Johansson (snowboarder)
Thomas Carl-Erik Johansson (Jukkasjärvi, 9 marzo 1979) è un ex snowboarder svedese.

## Biografia
Specializzato nell'halfpipe e attivo in gare FIS dal febbraio 1997, Johansson ha debuttato in Coppa del Mondo il 15 novembre dello stesso anno, giungendo 25º a Tignes. Il 19 dicembre 1999 ha ottenuto il suo primo podio, nonché la sua prima vittoria, imponendosi a Mont-Sainte-Anne. Nella stessa stagione si è aggiudicato la Coppa del Mondo di halfpipe.
In carriera ha preso parte a una rassegna olimpica e una iridata.

## Palmarès

### Mondiali juniores
- 1 medaglia:
  - 1 oro (halfpipe a Corno alle Scale 1997)

### Coppa del Mondo
- Vincitore della Coppa del Mondo di halfpipe nel 2000
- Miglior piazzamento nella Coppa del Mondo generale di freestyle: 15º nel 2000
- 5 podi:
  - 3 vittorie
  - 1 secondo posto
  - 1 terzo posto

#### Coppa del Mondo - vittorie
| Data             | Luogo            | Paese    | Disciplina |
| ---------------- | ---------------- | -------- | ---------- |
| 19 dicembre 1999 | Mont-Sainte-Anne | Canada   | HP         |
| 28 gennaio 2000  | Tandådalen       | Svezia   | HP         |
| 27 febbraio 2000 | Shiga Kōgen      | Giappone | HP         |

Legenda:

HP = Halfpipe